# Aéroport du Paine Field
Paine Field (aussi connu comme Snohomish County Airport) (code IATA : PAE • code OACI : KPAE) est un aéroport situé à Everett, État de Washington, près de Seattle aux États-Unis.
L'usine Boeing où l'on construit les Boeing 747-8, 767, 777 et 787 est située à côté de Paine Field, il s'agit du plus grand bâtiment du monde en volume, avec 13,3 millions de mètres cubes. Le Future of Flight Aviation Center & Boeing Tour est un centre éducatif sur l'aviation ainsi qu'un musée, qui est situé au nord-ouest de l'aéroport.

## Situation
| \| 50 km1:5 973 000 \| Yakima Anacortes Bellingham Friday · Harbor Port · Angeles Tri-Cities Pullman · Moscow Boeing-King Seattle · Tacoma Spokane Walla Walla Wenatchee · Pangborn Paine |
| 50 km1:5 973 000 |

## Statistiques
Pour des raisons techniques, il est temporairement impossible d'afficher le graphique qui aurait dû être présenté ici.

Voir la requête brute et les sources sur Wikidata.

## Compagnies et destinations
Flights begin starting février 11, 2019, pending final FAA approval,.
| Compagnies      | Destinations | Refs  |
| --------------- | --- | ----- |
| Alaska Airlines | Las Vegas-Harry-Reid , Los Angeles , Santa Ana-J. Wayne , Palm Springs , Phoenix-Sky Harbor , Portland , San Diego , San Francisco , San José (Californie) | [ 1 ] |
| United Express  | Denver, San Francisco | ,     |

Édité le 26/11/2018

## Galerie

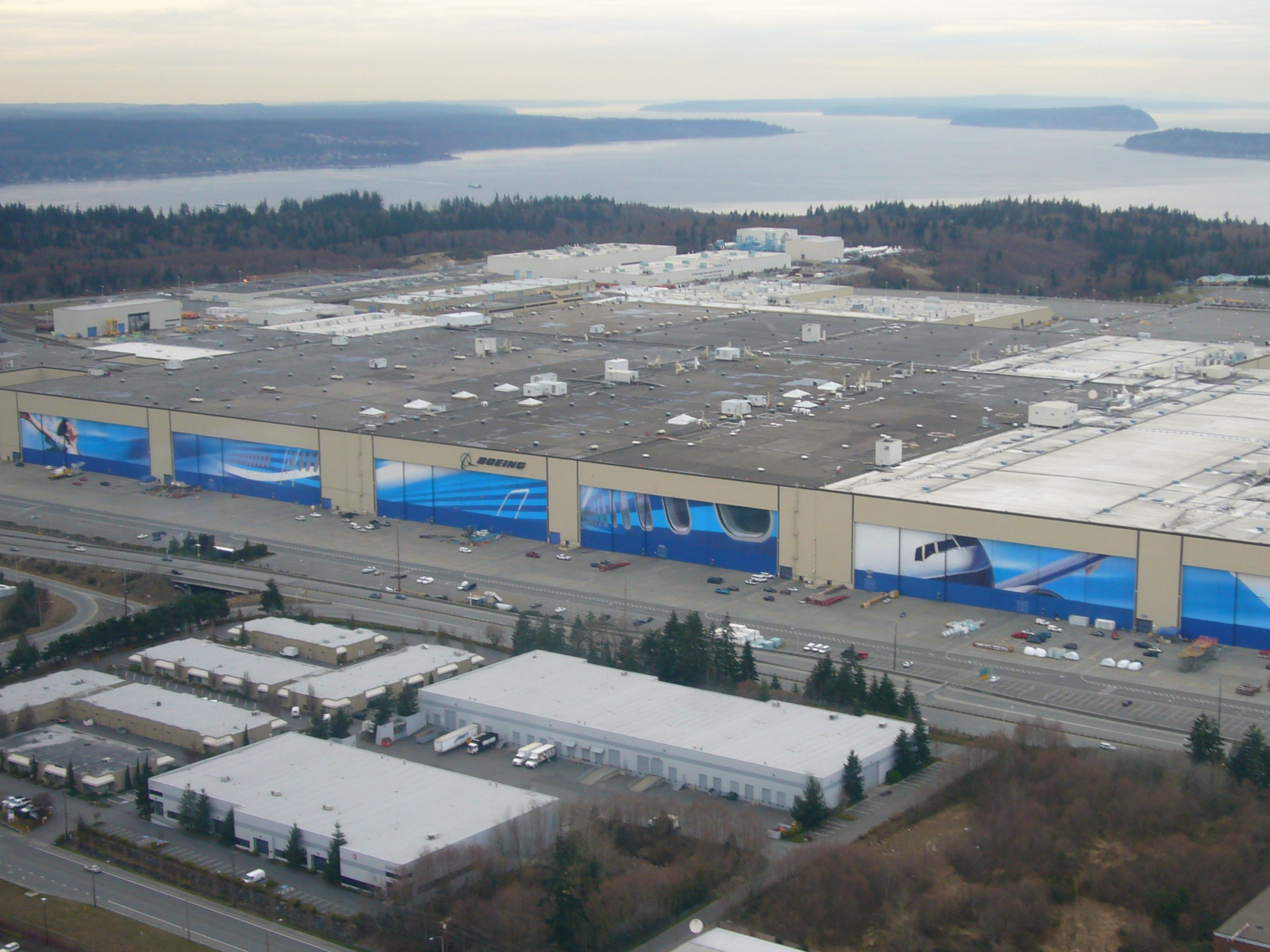
L'usine Boeing d'Everett.
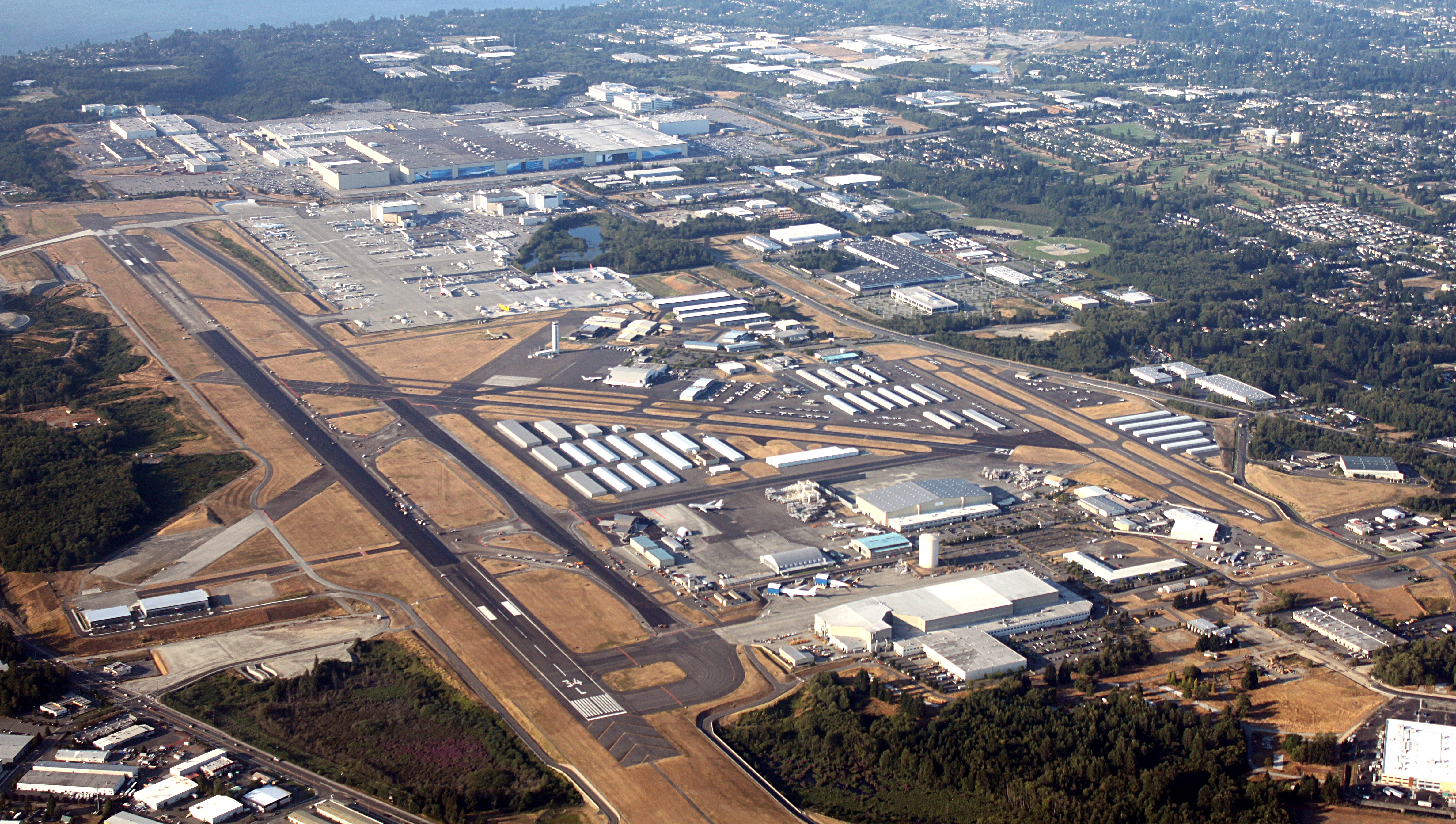
Paine Field.
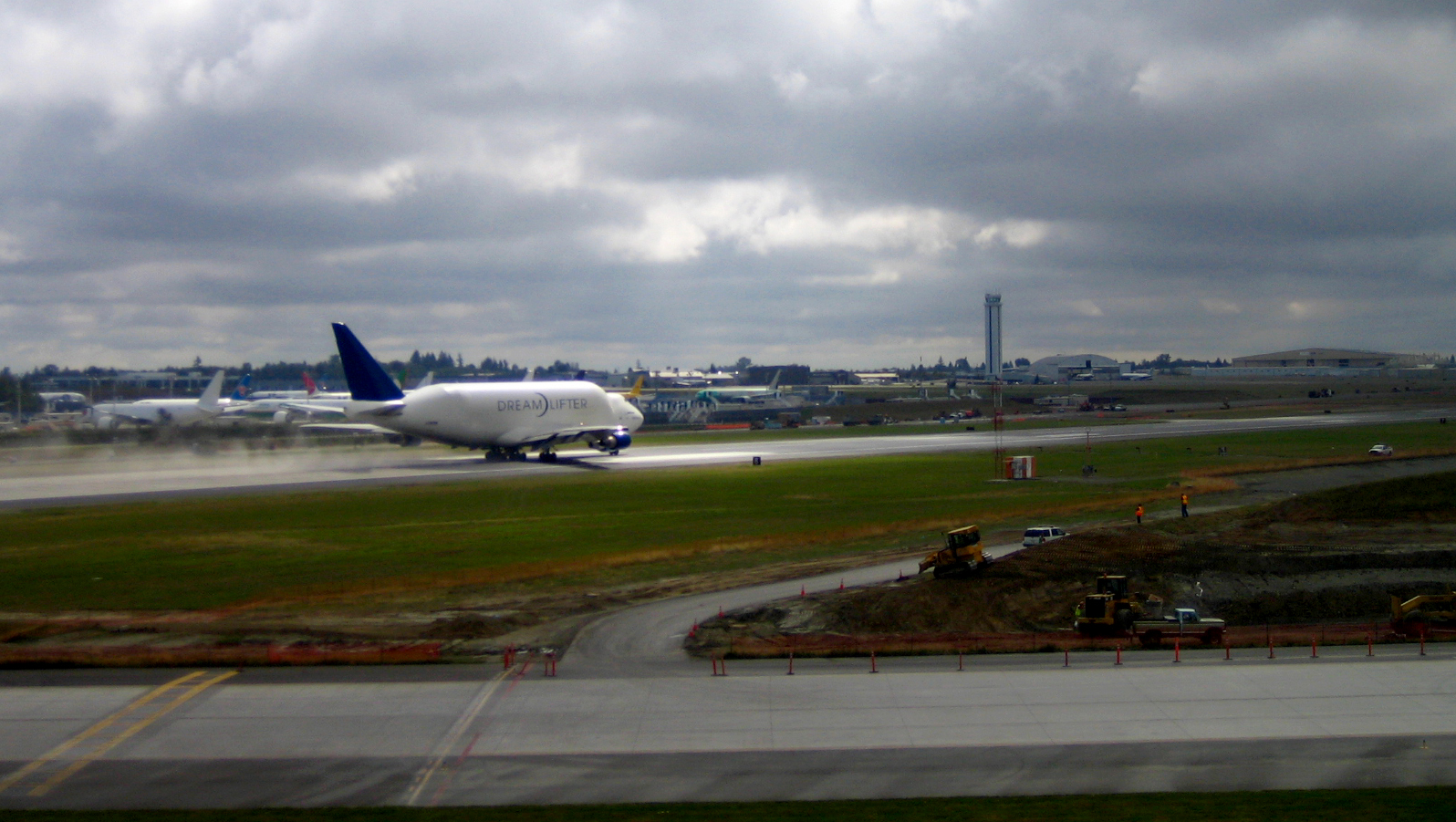
Boeing 747 LCF décollant de Paine Field.
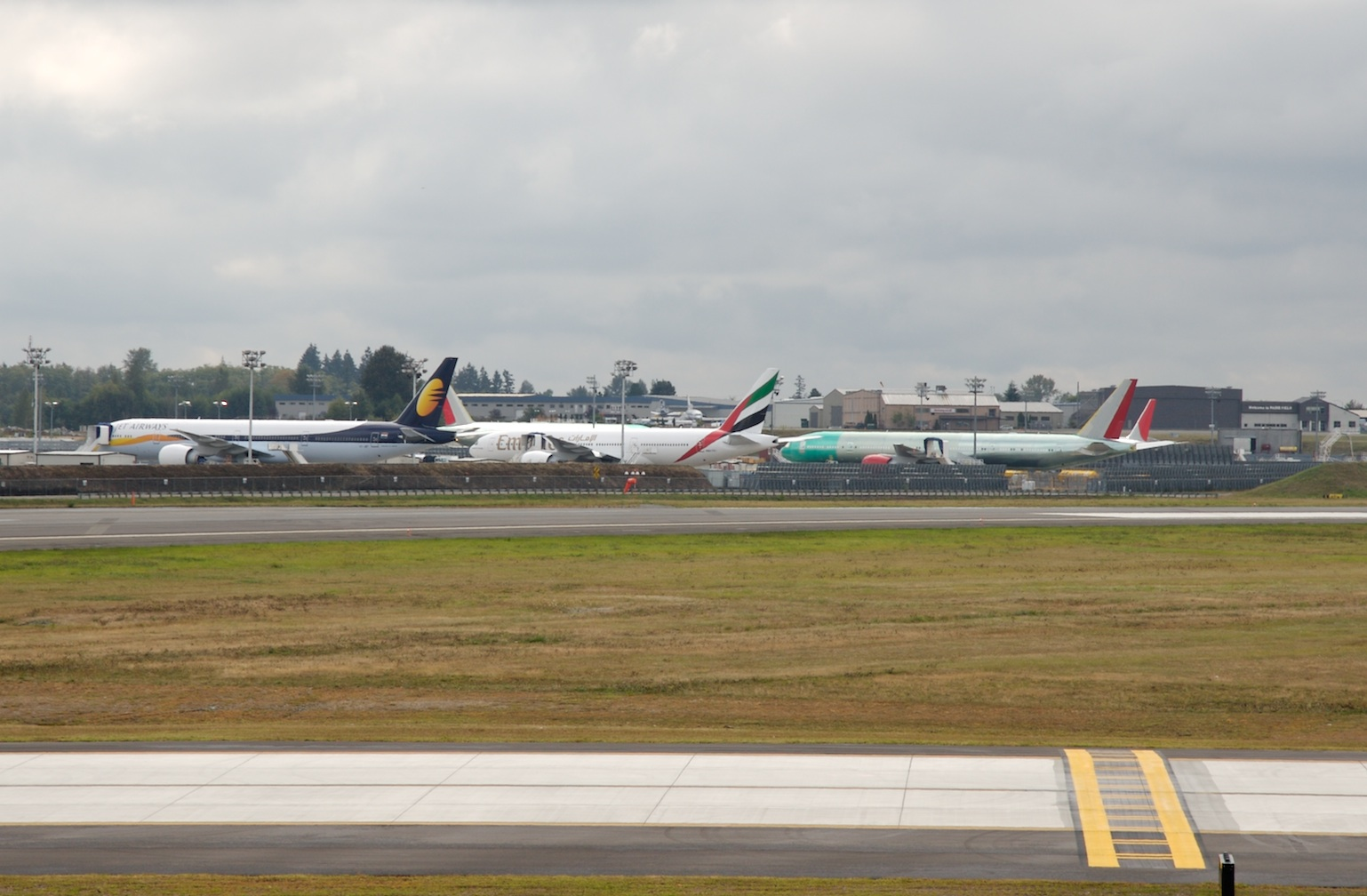
Boeing 777 à Paine Field.